# 公安警察
公安警察（日语：／）是日本警察厅和各都道府縣警察下公安部的俗稱:3，主要负责处理有關國家安全案件。其调查及收集訊息的对象包括日本国外前社会主义国家政府、国际恐怖主义组织，以及日本国内的极左暴力集团、朝鮮總聯、日本共产党、社会主义协会、学生运动、市民运动、新宗教团体（派系）、右翼团体（含右派系市民团体）等，发现违法行为时可能会立案逮捕违法者。此外，同僚的公安警察官、普通政党、中央省厅、自卫队、大型媒体等也被认为属于公安警察收集訊息的范围。

## 历史
公安警察的前身是帝國時期的特别高等警察:18-20。
盟军最高司令官总司令部（GHQ/SCAP）于1945年10月4日发布“人权指令”（SCAPIN-93，去除对政治、公民及宗教自由的限制（备忘录）），决定废除特别高等警察。次田大三郎等内务官僚尽管废除了特高警察，但考虑到需要尽早恢复对反政府行为的“监察和内侦”，他们决定尽快建立一个用于代替特高警察的组织，即1945年12月19日起设置在内務省警保局的“公安课”和设置在警视厅及各道府县警察部的“警备课”:221。1946年2月至3月，警视厅及各道府县警察部的警备课陆续改称公安课，各警察署内亦设置了公安系:222。1946年8月，内务省警保局公安课分离成公安第一课和公安第二课，公安第一课成为“公安警察”的主力:225。此后内务省解体并废止，旧警察法制定，国家地方警察本部警备部警备课从5个係扩充到了18个係。1950年前后，被公职追放的前特高警察官中很多人当上公安警察，在工作中活用特高警察时期的经验和技术:230。1954年的新警察法通过警察厅和都道府县警察使警察机构中央集权化，这也促进了公安警察的扩充和效率提高:230。

## 架構
组织上以警察厅警备局为顶点，下级包括警视厅公安部、各道府县警察本部警备部及所辖各警察署的警备课:3-4。公安警察相关的预算由国库支付，因此都道府县警察的公安部门受警察厅直接指挥。
管辖东京都的警视厅拥有与警备部独立的“公安部”，该部约有警察官约1100人。若算上都内所辖警察署的警备课，人数则有2000人以上，是日本最大的公安警察组织:19。
日本全国的公安警察官中三分之一以上在称为“Zero”（ゼロ，即是零的意思）的绝密组织“中央指挥命令中心”（中央指揮命令センター）的指挥下工作，该组织由警察厅警备局警备企画课的情报第二担当理事官（又称“Cap”（キャップ）或“裏理事官”（裏理事官））领导，负责招募协助获取及管理间谍的人士，其任务和行动甚至不会让公安警察所在县警本部部长、警备部和管辖上司知晓:150:221。这是因为警察厅警备局等处下发的特殊命令若经过公开组织处理会有訊息泄露的风险，换由Zero直接指示全国公安警察不仅减少了公开化的可能，还可以加快处理速度。此外，不需要对多余指挥系统内的人操心亦是优点之一:222。
二战前日本曾发生五一五事件和二二六事件，两起事件共造成6位警察官殉职。受这段历史的影响，警察对軍事組織（包含戰後自衛隊）发动政變的可能性一直有所警戒，故其亦設有自卫队监视班（マル自）监视“有右翼思想”及其他可疑的自衛隊軍人。据传，该班曾在8月15日（终战纪念日）拍摄当日访问靖国神社的自卫官面部照片。出版军事訊息杂志的出版社经常有自卫队相关人员和各国駐日本大使馆的武官等人物进出，自卫队内部的机密经由这些出版社外流的情况时有发生，因此公安警察会记录下出入这些出版社的可疑人物，并对他们的行动进行彻底监视:120-121。
对前苏联相关国政府的情报活动及国际恐怖主义的调查由公安警察的外事课（外事警察）负责。尽管日本警察在日本国外没有法律上的调查权，但为调查国际恐怖主义，外事警察在国外亦有进行调查活动。外事警察与防卫省情报本部有合作。
虽然公安警察和法务省外局之一的公安调查厅都起源于旧内务省，但它们是不同的组织。公安调查厅没有公安警察的逮捕权和强制搜查权限，调查通常只进行資訊收集工作。与此相对的是，除收集資訊外，对犯罪的事后调查也是公安警察的任务之一。然而，公安调查厅次长与统管公安警察的警察厅警备局长都是日本情报机构相关的合同情报会议成员，法律亦规定公安调查厅与警察有协力关系（破坏活动防止法第29条）。

## 調查
公安警察的警察官常称为“公安警察官”。公安警察官与警务部、总务部所属的警察官在警察内部被视作精英。为避免他人记住自己的特征，公安警察官一般会戴上口罩，对外人（包括其他部门警察官）亦不会透露自己的真名和所属单位。但根据对象性质不同，有时也会以公安警察官的身份进行正式接触。
公安警察官在秘密确认对象行动的技巧方面拥有很高的评价，这一点获得曾于冷战时期驻东京工作的欧美情报机构人员承认。
考虑到案件特殊性与保密方面的原因，公安搜查只由公安警察官进行。公安搜查中存在很多视察工作，例如视察对象团体的集会，以及追踪团体成员，调查其有无违法行为。有时公安警察也会设宴款待团体成员，使他们成为合作者，以便收集相关情資。由于相关犯罪的特殊性，搜查并不一定在事件发生后进行，尚未扰乱公共秩序的可疑对象也可能遭到公安搜索。
公安警察官与其他部门警察官处理同一案件时不会互相交換、共享情資，这在警察内部被认为是秘密主义:21-22。过去在连续企业爆破事件、警察厅长官狙击事件等大规模事件中，警视厅的公安部和刑事部曾共同将人手投入到一个特别搜查本部（專案調查小組）:21-22，但双方的情資相对分散，未能充分共享调查到的情資:21-22。警察厅长官狙击事件时，一位信奉奥姆真理教的警视厅警察官据传就在案发现场，南千住警察署特别搜查本部的公安部公安第一课人员随后对其予以拘留，但直到事情听取阶段也没有向同一特别搜查本部的刑事部人员说明，這對案件调查工作而言造成了實質性阻礙。
公安搜查的费用基本上不对外公开，外界对预算分配的妥当性难以作出判断。2010年曾曝出警视厅公安部公安第二课巡查部长詐領经费的事件。
此外，公安在搜查工作上亦有使用非法手段而遭到曝光，结果引发问题的事例（如菅生事件）。有时也会进行有骚扰嫌疑的跟踪行为。
公安警察搜查对象内团体的成员可能会被微罪逮捕，以刑事、交通案件为由对监视对象团体进行家宅搜索的事例亦有发生。受逮捕者可能最后不会遭到起诉，但逮捕不如说只是一个出发点，透過逮捕嫌犯之後的偵訊及扣押證物等等進行蒐集情報，還有對内情之分析才是公安警察的目的（这种逮捕理想下称为别件逮捕）。
警方有时会在搜查阶段中对电话进行窃听，或是做出偷拍等行为，该做法因有侵犯人权之虞而多次遭起诉。在日本共产党干部住宅窃听事件中法院曾判定警方行为违法，但在1999年通信傍受法制定前，这种搜查方法事实上处于法律的灰色地带。公安警察内部对偷拍（盗撮）和窃听（盗聴）有特殊称呼，分别为“秘摄”（秘撮）和“秘听”（秘聴）:26, 31。

## 批评
批评主要集中在利用微罪逮捕和别件逮捕进行搜查，以及搜查手段可能侵犯隐私权。
受到批评的搜查案例
- 以立川反戰傳單發放事件为代表，对发放宣传传单的市民团体和日本共产党相关人员的逮捕事件。一位社会保险事务所的股長在休假中投递《赤旗报》广报版，后被以涉嫌违反国家公务员法为由逮捕（通称“堀越事件”），该案在控诉审中宣告无罪（此后检方的上告亦遭驳回）。这一时期正值警察厅长官狙击事件在未解决的情况下达到公诉时效，两件事情使各大报社对公安警察展开了批评。2012年12月，一位运动员在三鹰市住宅区内发放2012年东京都知事选举中革新 (日本)派候选人的法定声援传单时遭到逮捕，理由是住居侵入。
- 2010年10月，警视厅公安部外事三课的114份搜查资料泄露到互联网上，资料显示警方怀疑超过600位穆斯林是恐怖分子预备军，且蒐集了他们的個人資料。这次事件引发了個資管理、隐私侵犯等方面的疑虑:217（警视厅国际恐怖主义搜查情报流出事件）。

被列为搜查对象的团体也对搜查进行了批评。
- 日本共产党批评及谴责称，“对公开活动的本黨进行监视，这一行为本身就违反宪法，是极其不当的”[14]。
- 在日本朝鮮人總聯合會谴责称，“总联不过是一个在外公民团体，家宅捜索是等同于民族歧视（日语：民族差別）的压迫行为”。

### 相关部门
- 检察
  - 检察厅#特搜检察与公安检察
  - 思想检察官（日语：思想検事）

### 调查手段
- 人工情报
- 社区关系（日语：コミュニティー・リレーションズ）
- 窃听
- 别件逮捕（日语：別件逮捕）
- N系统（日语：Nシステム）

### 调查对象
- 犯罪组织
- 恐怖组织

### 事件
- 日本共产党干部住宅窃听事件
- 白鸟事件
- 菅生事件（日语：菅生事件）

### 人物
- 宫崎学（日语：宮崎学）
- 铃木邦男（日语：鈴木邦男）

## 脚注
1. 1 2 3 4 5 6 7 8 9  大島真生.  . 新潮新書（日语：新潮新書）. 2011-08-20. ISBN 978-4-10-610433-6 （日语）.
2. ↑  海渡雄一（日语：海渡雄一）.  . 明石書店（日语：明石書店）. ISBN 4750339490 （日语）.
3. 1 2 3 4 5  荻野富士夫（日语：荻野富士夫）.  . 岩波新書（日语：岩波新書）. ISBN 4004313686 （日语）.
4. ↑  特高警察相关人士共有10500人，其中停职的有4990人，包括内務大臣、警保局長、保安、外事、检閲各课課長及各府县警察部長級51人，特高課長、外事課長55人，警部168人，警部補1000人，巡查部長1587人，巡查2127人，这些人随后以「依願退職」的形式被免职。
5. ↑  （页面存档备份，存于） （页面存档备份，存于） （页面存档备份，存于） （页面存档备份，存于） （页面存档备份，存于）  （页面存档备份，存于） 现代商业 2010年08月06日 （日語）
6. ↑  麻生幾.  . 幻冬舎. 2001. ISBN 4344001060 （日语）.
7. 1 2 3  別冊宝島.  . 宝島社. 2009. ISBN 4796672567 （日语）.
8. ↑  （页面存档备份，存于） （页面存档备份，存于） （页面存档备份，存于）  （页面存档备份，存于） NEWSポストセブン 2015年03月25日 （日語）
9. ↑   （日語）[页码请求]
10. ↑   （日語）[页码请求]
11. ↑  平田宏利. . 株式会社サイゾー. 2014-11-09  [2014-11-09]. （原始内容存档于2020-11-18） （日语）.
12. ↑  （页面存档备份，存于） （页面存档备份，存于） （页面存档备份，存于）  （页面存档备份，存于）（News for the People in Japan） （日語）
13. ↑  （页面存档备份，存于） （页面存档备份，存于） （页面存档备份，存于）  （页面存档备份，存于） Independent Web Journal （日語）
14. ↑  日本共产党在2004年的綱領修訂中删去了「以革命政府为目标」这一部分的内容。